# Les Incroyables Aventures d'Italiens en Russie
Pour plus de détails, voir Fiche technique et Distribution.
Les Incroyables Aventures d'Italiens en Russie (en russe : Невероятные приключения итальянцев в России et en italien : Una matta, matta, matta corsa in Russia) est une comédie italo-soviétique réalisée par Eldar Riazanov, sortie en 1974. Il s’agit du remake d' Un monde fou, fou, fou, fou (1963).

## Synopsis
Dans un hôpital de Rome, une émigrée russe de 92 ans est sur le point de mourir. Avant sa mort, elle confie à sa petite-fille Olga que toute son énorme fortune composée de neuf milliards de lires italiennes a été cachée pendant la Révolution à Léningrad, et que la cachette se trouve « sous un lion ». Outre Olga, deux infirmiers, Antonio et Giuseppe, un médecin, un patient à la jambe cassée, ainsi que Rosario Agro, un mafieux qui rendait visite à sa femme enceinte, ont entendu ce qu'a dit la vieille dame. 
Dans l'avion, sur le vol Rome-Moscou, tous se rencontrent inopinément. La course au trésor commence. Pendant le vol, Rosario Agro dérobe le passeport du médecin et le jette dans les toilettes. Cependant, le passeport jeté se colle à un hublot à l'extérieur. En essayant de faire tomber le passeport, Rosario brise la vitre et se trouve partiellement aspiré dehors en quelques secondes. L'avion effectue un atterrissage d'urgence sur l'autoroute de Minsk à plus de cent kilomètres de Moscou, et Rosario Agro reçoit les soins d'urgence.
Après l'atterrissage, le médecin ne peut sortir de l'avion faute de passeport, et tout au long du film il sera contraint d'effectuer des allées-retours de Moscou à Rome. Le reste de la bande est intercepté par un certain Andrei venu souhaiter la bienvenue à l'un des infirmiers, Antonio, qui s'avère être le millionième touriste italien à visiter l’URSS. Andrei sera son guide personnel. Comme il n'est pas possible de se débarrasser du guide qui, en outre, présente l'avantage de connaître le terrain, les infirmiers lui proposent une part du trésor en échange de son aide pour le retrouver...

## Fiche technique
- Titre français : Les Incroyables Aventures d'Italiens en Russie
- Titre original russe : Невероятные приключения итальянцев в России
- Titre original italien : Una matta, matta, matta corsa in Russia
- Production : Mosfilm
- Réalisation : Eldar Riazanov
- Scénario : Émile Braguinski
- Photographie : Gábor Pogány, Mikhaïl Bits
- Directeur artistique : Mikhaïl Bogdanov
- Second réalisateur : Vladimir Dostal
- Montage : Inessa Brojovskaïa
- Son : Iouri Mikhaïlov
- Production : Dino De Laurentiis
- Compositeur : Carlo Rustichelli
- Musique : Orchestre symphonique d'État de l'URSS pour l'art cinématographique
- Chef d'orchestre : Emin Khatchatourian
- Studio : Mosfilm
- Format : 35 mm - couleur
- Genre : comédie, Aventure
- Durée : 98 minutes
- Langue : russe
- Pays d'origine : URSS, Italie
- Dates de sortie :
  - URSS : 18 mars 1974
  - Italie : 31 janvier 1974

## Distribution
- Andreï Mironov : Andreï Vasiliev
- Antonia Santilli : Olga
- Alighiero Noschese : Antonio Lo Mazzo
- Ninetto Davoli : Giuseppe
- Tano Cimarosa : Rosario Agrò
- Evgueni Evstigneïev : l'Italien avec des béquilles
- Olga Arosseva : mère d'Andreï Vasiliev
- Valentina Talyzina : réceptionniste à l'hôtel